# Cyrtodactylus guakanthanensis
Espèce
Cyrtodactylus guakanthanensis est une espèce de geckos de la famille des Gekkonidae.

## Répartition
Cette espèce est endémique du Perak en Malaisie péninsulaire. Elle se rencontre dans la grotte Gua Kanthan.

## Étymologie
Son nom d'espèce, composé de guakanthan et du suffixe latin -ensis, « qui vit dans, qui habite », lui a été donné en référence au lieu de sa découverte, la grotte Gua Kanthan.

## Publication originale
- Grismer, Belabut, Quah, Onn, Wood & Hasim, 2014 : A new species of karst forest-adapted Bent-toed Gecko (genus Cyrtodactylus Gray, 1827) belonging to the C. sworderi complex from a threatened karst forest in Perak, Peninsular Malaysia. Zootaxa, no 3755 (5), p. 434–446 (texte intégral).